# Lactobacillus saerimneri
Lactobacillus saerimneri è una specie di batterio appartenente alla famiglia delle Lactobacillaceae.